# Gerardo Murguía
Gerardo Murguía (Cidade do México, 9 de dezembro de 1958) é um ator mexicano.

## Biografia
Nasceu na Cidade do México e começou sua carreira como modelo e fez diversos comerciais. Estudou Engenharia Química, mas desistiu da carreira em 1984 para se dedicar à atuação. Estudou na Escola de Atores Dimitrio Sarrás, tendo como professores figuras da estatura de Adriana Roel, Javier Marc e Mercedes Pascual.
Ele é um ator de televisão de destaque, já trabalhou em diversas novelas como Amor de nadie, Atrapada, Pobre niña rica, Luz Clarita, Gotita de amor e El diario de Daniela

## Filmografia

### Televisão
- El maleficio (2023-2024) ... Cardenal Fabio Neri[2]
- Toda la sangre (2022) ... David Matos
- Si nos dejan (2021) ... Julio Tamayo
- Como tú no hay dos (2020) .... Claudio Reyes-Alonso Esparza
- Rubí (2020).... Dr. Mendieta
- El dragón (2019) .... Médico do presídio
- Tenías que ser tú (2018) .... Ricardo
- Por amar sin ley (2018) .... Genaro Arteaga
- La piloto (2017) .... Jorge Sinisterra
- Enamorándome de Ramón (2017) .... Daniel Ruiz
- El desconocido (2016) .... Vicente Huerta
- Un camino hacia el destino (2016) .... Teo Saldívar
- Corazón que miente (2016) .... Eduardo Moliner Arredondo
- De que te quiero, te quiero (2013) .... Tadeo Vargas
- Como dice el dicho (2011)
- Amorcito corazón (2011) .... Jorge Luis Solís
- Mi corazón insiste (2011) .... Marcelo Santacruz
- La rosa de Guadalupe (2008-2011) (três episódios)
- En nombre del amor (2008-2009) .... Juan Carmona / Basilio Gaitán
- Juro que te amo (2008) .... Celestino Charolet
- Amor sin maquillaje (2007)
- La fea más bella (2007) .... Octavio[3]
- Vecinos (2006) .... Santiago
- Barrera de amor (2005) .... Adolfo Valladolid López
- Piel de otoño (2005) .... Gustavo Hellman
- De pocas, pocas pulgas (2003) .... Alonso Lastra
- Navidad sin fin (2001) .... Sebastián
- Aventuras en el tiempo (2001) .... Marcos Flores
- Rayito de luz (2000) .... José Niño
- Siempre te amaré (2000) .... Román Castillo Arteaga
- Cuento de Navidad (1999-2000) .... Lic. Padilla
- Por tu amor (1999) .... Dr. Sergio Zambrano
- El diario de Daniela (1998-1999) .... Enrique Monroy #2
- Camila (1998) .... Andrade
- Gotita de amor (1998) .... Ricardo Sotomayor
- Mi pequeña traviesa (1997) .... Manuel
- Luz Clarita (1996) .... Severo
- Pobre niña rica (1995) .... Carlos Villagrán
- Mujer, casos de la vida real (1994-2002)
- Caminos cruzados (1994) .... Manuel Ulloa
- Atrapada (1991) .... René Pizarro
- Amor de nadie (1990) .... Jaime
- Rosa salvaje (1987) .... Martín
- Lista negra (1986)
- Seducción (1986)
- Vivir un poco (1985)
- Los años pasan (1985)
- Principessa (1984)

### Cinema
- Contraluz (2010) .... Oscar
- 24 cuadros de terror (2008) .... Lady Killer II
- Jóvenes amantes (1997)
- Asesino misterioso (1997) .... Oscar
- Mecánica mexicana (1995)
- Muralla de tinieblas (1994)
- Gringo mojado (1986) .... Federal
- San Judas de la frontera (1984)
- El mil usos II (1984)